# Macarthuria ephedroides
Macarthuria ephedroides är en tvåhjärtbladig växtart som beskrevs av Cyril Tenison White. Macarthuria ephedroides ingår i släktet Macarthuria och familjen Limeaceae. Inga underarter finns listade i Catalogue of Life.